# Lars Johansson (radiovært)
 For alternative betydninger, se Lars Johansson. (Se også artikler, som begynder med Lars Johansson)
Lars Johansson (født 31. marts 1978) er en dansk radiovært og DJ. Han har arbejdet med mediet og musikken siden han var 13 år. Han har arbejdet på en lang række danske radiostationer:
- Nova
- Radio 100
- Radio Uptown
- Copenhagen FM
- Radio 2
- The Voice København
- The Voice Odense
- Kiss FM

I 2003 var Lars Johansson med til at starte Radio 100FM. (FM6) I dag arbejder han på Nova , hvor han arbejder med eftermiddags showet.